# ホワイトヘッド研究所
ホワイトヘッド研究所（Whitehead Institute for Biomedical Research）はマサチューセッツ工科大学の外郭の研究所。ハーバード大学やマサチューセッツ工科大学とともに共同研究を行っている（ブロード研究所）。経営上は大学と別になっているが生物学科の教授が研究員を兼ねる。世界の遺伝子研究の先端にあることで有名。

## 研究員
- ロバート・ワインバーグ
- ジェラルド・フィンク
- ルドルフ・イェニッシュ
- エリック・ランダー
- スーザン・リンドキスト
- ハーヴィー・ロディッシュ
- デヴィッド・ページ
- テリー・オーウィーヴァー